# Ju Ju Wilson

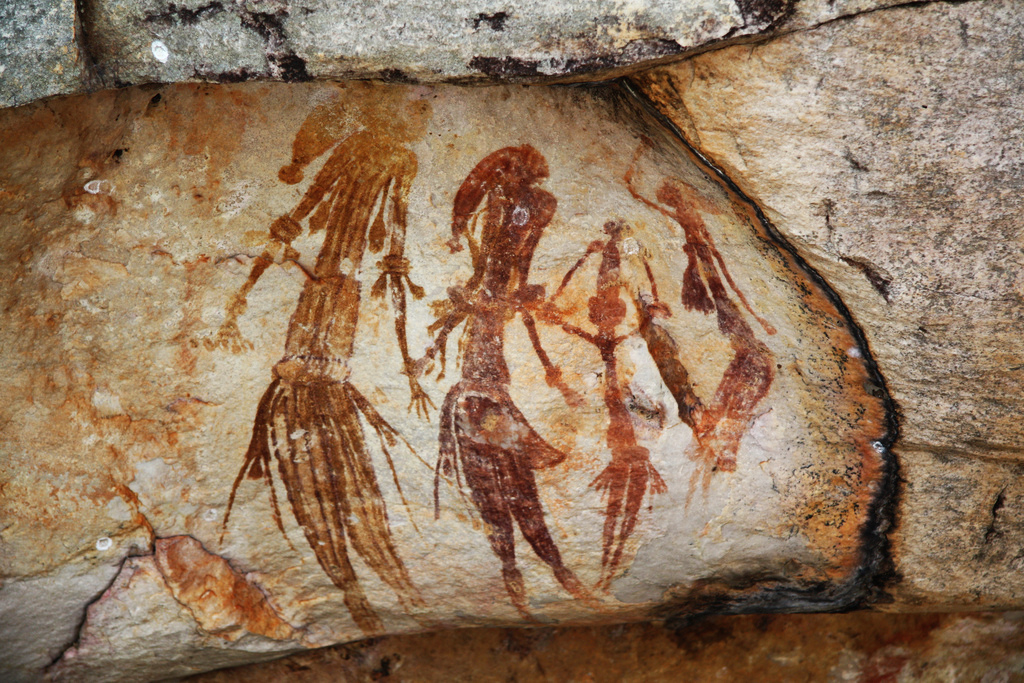
Arte rupestre em Kimberley, Austrália.

Ju Ju Wilson (nascida em Mantinea Flats, parte setentrional da Austrália Ocidental) é uma renomada artista aborígine. Seu nome aborigine é Burriwee.

## Biografia
Ju Ju Wilson, além de uma pintora prolífica, guia de turismo e consultora cultural reputada, é também perita em alimentos silvestres e remédios naturais, autora de livretos sobre tais assuntos, assim como artesã e música de didgeridoos e autoridade em arte rupestre e sítios arqueológicos sacros.
Frequentemente, a artista é convidada a fazer aparições em programas de televisão para falar de sua arte e habilidades, como em sua participação de junho de 2008 na série do explorador britânico Ray Mears, no canal BBC Two (um seriado de quatro partes filmado no Outback australiano que também virou livro e cujo título é Ray Mears Goes Walkabout, título ainda não trazido para o português).
Mãe de seis filhos, a artista provém do grupo aborígene Miriwung-Gajerrong, da região de Kimberley. Além dela, membros de três outras gerações de sua família também são artistas (sua avó materna, sua mãe e filhas). [carece de fontes?]
Educada em Beagle Bay, ela fala fluentemente cinco dialetos aborígines, além do inglês. [carece de fontes?]